# Comuna de Grzmiąca
Grzmiąca (polaco: Gmina Grzmiąca) é uma gminy (comuna) na Polónia, na voivodia de Pomerânia Ocidental e no condado de Szczecinecki.
De acordo com os censos de 2005, a comuna tem 5.045 habitantes, com uma densidade 24,7 hab/km².

## Área
Estende-se por uma área de 204,49 km².